# Dżunglarek
Dżunglarek (Mindomys) – rodzaj ssaków z podrodziny bawełniaków (Sigmodontinae) w obrębie rodziny chomikowatych (Cricetidae).

## Rozmieszczenie geograficzne
Rodzaj obejmuje gatunki występujące endemicznie w Ekwadorze.

## Morfologia
Długość ciała (bez ogona) 151–293 mm, długość ogona 197–251 mm, długość ucha 18–20 mm, długość tylnej stopy 32,5–42 mm; masa ciała 95–184 g.

## Systematyka
Rodzaj zdefiniował w 2006 roku brazylijsko-amerykański zespół teriologów (Brazylijczycy Marcelo Weksler, Alexandre Reis Percequillo oraz Amerykanin Robert S. Voss) w artykule poświęconym opisowi dziesięciu nowych rodzajów ryżniakopodobnych gryzoni opublikowanym w czasopiśmie American Museum novitates. Gatunkiem typowym jest (oryginalne oznaczenie) dżunglarek pustelniczy (M. hammondi). 

### Etymologia
- Macruroryzomys: gr. μακρος makros ‘długi’[8]; ουρα oura ‘ogon’[9]; rodzaj Oryzomys S.F. Baird, 1857 (ryżniak). Gatunek typowy (oryginalne oznaczenie): Nectomys hammondi O. Thomas, 1913.
- Mindomys: Mindo, maleńka społeczność rolnicza na zachodnich stokach Andów w prowincji Pichincha w Ekwadorze; gr. μυς mus, μυoς muos ‘mysz’[10].

### Podział systematyczny
Do rodzaju należą następujące gatunki:
| Grafika | Gatunek           | Autor i rok opisu                    | Nazwa zwyczajowa       | Podgatunki         | Rozmieszczenie geograficzne                                                                                      | Podstawowe wymiary                                 | Status IUCN |
| ------- | ----------------- | ------------------------------------ | ---------------------- | ------------------ | --- | -------------------------------------------------- | ----------- |
|         | Mindomys hammondi | (O. Thomas, 1913)                    | dżunglarek pustelniczy | gatunek monotypowy | zachodnie zbocza Andów; niepotwierdzony w Amazonii (Napo); zakres wysokości: 1260–1330 m n.p.m.                  | DC: 17,3–29 cm DO: 22–25 cm MC: brak danych        | EN          |
|         | Mindomys kutuku   | Brito, Koch, Tinoco & Pardiñas, 2022 |                        | gatunek monotypowy | znany tylko z miejsca typowego (górskie lasy w Cordilleras Cóndor-Kutukú); zakres wysokości: około 1925 m n.p.m. | DC: około 15,1 cm DO: około 19,7 cm MC: około 95 g | NE          |

Kategorie IUCN:  EN  – gatunek zagrożony;  NE  – gatunki niepoddane jeszcze ocenie.